# Franz Jonas
Franz Josef Jonas ([fʀanʦ ˈjoːnas]ⓘ; ur. 4 października 1899 w Wiedniu, zm. 24 kwietnia 1974 tamże) – austriacki polityk, działacz Socjalistycznej Partii Austrii, deputowany, od 1951 do 1965 burmistrz Wiednia, w latach 1965–1974 prezydent Austrii.

## Życiorys
Syn Josefa i Kathariny z domu Rokos. Urodził się w rodzinie robotniczej. Od 1913 przyuczał się do zawodu zecera, uczęszczał również do branżowej szkoły zawodowej. W 1917 w okresie I wojny światowej zmobilizowany, wysłany na front rosyjski, a następnie na front włoski. Po wojnie wstąpił do wojska nowej republiki, po czym w 1919 brał udział w walkach w Karyntii. Później pracował jako zecer i korektor. Działał w związku zawodowym drukarzy, młodzieżowej socjalistycznej organizacji robotniczej i Sozialdemokratische Arbeiterpartei (SDAP), poprzedniczce Socjalistycznej Partii Austrii. W 1923 zdał egzamin nauczycielski w zakresie esperanto, prowadził później kursy językowe. Od 1928 był słuchaczem szkoły robotniczej w dzielnicy Döbling. W latach 1932–1934 pełnił funkcję sekretarza SDAP w dzielnicy Floridsdorf. W połowie lat 30. z powodów politycznych więziony, po zwolnieniu przez jakiś czas bezrobotny. Od 1938 ponownie pracował jako zecer, a od 1939 jako urzędnik do spraw rozliczeń w fabryce lokomotyw.
Po wojnie powrócił do działalności politycznej. W 1945 został członkiem władz dzielnicy Floridsdorf, a rok później jej burmistrzem. W 1948 dołączył do władz wykonawczych Wiednia, w których odpowiadał kolejno za kwestie dotyczące żywności (do 1949) i budownictwa (do 1951). Gdy w 1951 Theodor Körner został prezydentem Austrii, Franz Jonas zastąpił go na stanowisku burmistrza Wiednia, które zajmował do 1965. W międzyczasie był też członkiem Rady Federalnej (1952–1953) oraz Rady Narodowej VII, VIII, IX i X kadencji (1953–1965).
W 1965 wystartował w wyborach prezydenckich, które wygrał z wynikiem 50,7% głosów, pokonując byłego chadeckiego kanclerza Alfonsa Gorbacha. Urząd objął 9 czerwca tegoż roku. W 1971 z powodzeniem ubiegał się o reelekcję – z wynikiem 52,8% głosów wygrał z Kurtem Waldheimem.
Od 1922 był żonaty z Margarethe Towarek. Chorował na raka żołądka, zmarł w kwietniu 1974 w trakcie urzędowania (podobnie jak trzech jego poprzedników). Pochowany na Cmentarzu Centralnym w Wiedniu.

## Odznaczenia
- Wielka Gwiazda Odznaki Honorowej za Zasługi dla Republiki Austrii (ex officio, 1965)[8]